# Nishina (Klan)

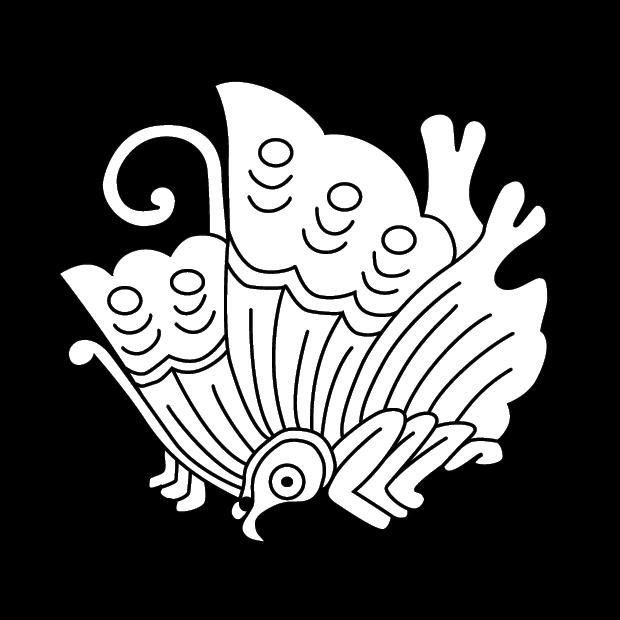
Wappen der Nishina

Die Nishina (japanisch 仁科氏, Nishina-shi) waren eine Familie des japanischen Schwertadels (Buke), die sich von  Taira Sadamori (平 貞盛; 10. Jahrhundert) ableitete. Ab dem 12. Jahrhundert residierten die Nishina in der Provinz Shinano.

## Genealogie (Auswahl)
- Moritō (盛遠; gest. 1221) ging eines Tages mit seinem Sohn zum Kumano-Schrein, als er dort den abgedankten Kaiser Go-Toba traf, der ihn dann in seine Dienste aufnahm. Hōjō Yoshitoki, verärgert über diese Entwicklung, entzog Moritō seinen gesamten Besitz. Go-Toba versuchte den Shikken zu bewegen, diese Entscheidung rückgängig zu machen, aber es war vergeblich. Der Kaiser war im höchsten Maße verärgert und rief zum Aufstand gegen die Hōjō auf. Während des sich entwickelnden Jōkyū-Kriegs zog sich Moritō in die Provinz Etchū zurück, unterstützte aber weiterhin die kaiserliche Seite. Er wurde beim Tonamiyama besiegt und getötet.
- Nobumori (信盛; gest. 1582), der 4. Sohn von Takeda Shingen – eigentlich Takeda Harukiyo (武田 晴清) – wurde von der Nishina-Familie adoptiert. Nach der Niederlage und dem Tod seines Bruders Takeda Katsuyori 1582 verstärkte er die Burg Takatō in der Provinz Shinano und stellte sich auf Widerstand ein. Oda Nobunaga sandte einen Mönch zu ihm, der mitteilte, Nobunaga würde ihn gehen lassen, wenn er sich ergäbe. Nobumori, verärgert über diese Botschaft, ließ dem Mönch die Nase und die Ohren abschneiden und schickte dies zurück zu seinem Herren. Er wurde kurz danach angegriffen, verteidigte sich tapfer, wurde aber geschlagen und getötet.